# Mita von Ahlefeldt
Mita von Ahlefeldt (Hamburgo, 13 de diciembre de 1891 - Hamburgo, 18 de abril de 1966) fue una actriz de cine y teatro alemana.

## Biografía
Nacida en Hamburgo, Alemania, tras finalizar la escuela secundaria en un centro privado, von Ahlefeldt cursó estudios de enseñanza en Hamburgo. En 1919, con 27 años de edad, recibió clases de interpretación de Erich Ziegel y Mirjam Horwitz. Un año más tarde debutó como actriz teatral con el papel de Puck en una producción de la obra de William Shakespeare El sueño de una noche de verano representada en el Hamburger Kammerspiele. Dos años más tarde era Nora en la pieza de Henrik Ibsen Casa de muñecas,  puesta en escena en el Teatro Thalia de Hamburgo. Von Ahlefeldt interpretó, especialmente, papeles de madres y personajes similares, como fue el caso de la obra de Lawrence Edward Watkin Tod im Apfelbaum (1947), la de George Bernard Shaw Major Barbara (Theater im Zimmer, 1948), la de Joseph Kesselring Arsenic and Old Lace (Theater im Zimmer, 1950), la de Ibsen Peer Gynt, la de Tennessee Williams El zoo de cristal, o la de Johann Wolfgang von Goethe Egmont.
Von Ahlefeldt también actuó para el cine y para la televisión. Entre las producciones en las que actuó figuran la adaptación del drama de Egon Monk Schlachtvieh, la cinta de género Heimatfilm Drei Birken auf der Heide, la adaptación de Edgar Wallace Die Bande des Schreckens, el thriller de la serie Jerry Cotton Schüsse aus dem Geigenkasten, o la serie Gestatten, mein Name ist Cox.
Además, von Ahlefeldt trabajó en la radio, especialmente en la NWDR, y fue actriz de voz, doblando a actrices como Helen Hayes (Dämon Weib).
Mita von Ahlefeldt falleció en Hamburgo, Alemania, en 1966, a los 74 años de edad. Fue enterrada en el Jardín de las Mujeres del Cementerio Ohlsdorf de Hamburgo.

## Selección de su filmografía
- 1949: Der Andere
- 1954: Ein Briefträger ging vorbei
- 1956: Drei Birken auf der Heide
- 1958: Italienreise – Liebe inbegriffen
- 1959: Liebe, Luft und lauter Lügen
- 1960: Die Bande des Schreckens
- 1963: Schlachtvieh
- 1965: Schüsse aus dem Geigenkasten